# ضفدع رخامي هندي
ضفدع رخامي هندي أو ضفدع البنجاب أو ضفدع وادي السند أو علجوم رخامي (الاسم العلمي: Bufo stomaticus) هو نوع من الضفادع وُجِد في آسيا من إيران وباكستان وأفغانستان إلى نيبال ويمتد إلى شبه جزيرة الهند من السهول إلى الأراضي التي يبلغ ارتفاعها حوالي 1800 متر. وهو شائع بشكل خاص في وادي السند.

## وصلات خارجية
- "AmphibiaWeb - Duttaphrynus stomaticus". amphibiaweb.org. مؤرشف من الأصل في 2019-09-29. اطلع عليه بتاريخ 2018-08-10.